# Xavier Chavalerin
Xavier Chavalerin (Villeurbanne, 7 marzo 1991) è un calciatore francese, centrocampista del Troyes.

## Carriera
Ha giocato in Ligue 1 e Ligue 2 con le maglie del Tours, Red Star e Stade Reims e Troyes.

## Palmarès

### Club

#### Competizioni nazionali
- Ligue 2: 1

Stade Reims: 2017-2018